# Історія Гренландії

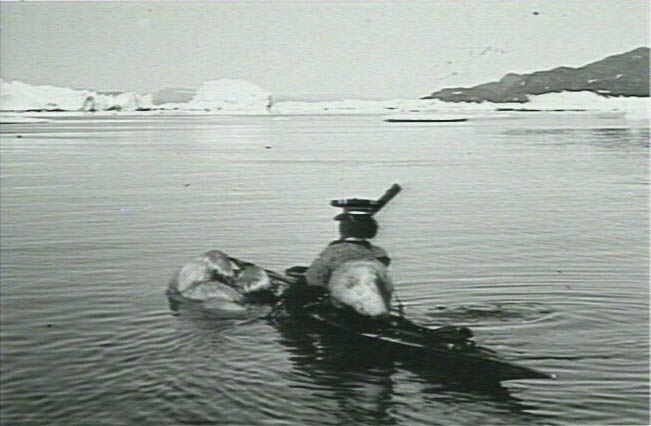
Полювання та рибальство завжди відігравали найважливішу роль у гренландському житті. Гренландський мисливець на каяку

Історія Гренландії, найбільшого острова світу — це історія виживання в екстремальних умовах арктичного клімату: близько 84 % поверхні острова зайнято льодовиком, який обмежує область людського заселення вузькими прибережними смугами.

## Загальна інформація
Гренландія була невідома європейцям до X ст., коли вона була відкрита норвезькими вікінгами, які незадовго до того оселилися в Ісландії. Арктичні народи населяли Гренландію задовго до відкриття острова європейцями, хоча перед прибуттям вікінгів острів знелюднів — предки сучасних інуїтів (ескімосів) почали оселятися на півночі Гренландії лише в 1200-х роках. Інуїти — єдиний народ, що неперервно населяв Гренландію протягом сторіч; однак у XVIII ст. Данія, скориставшись пріоритетом вікінгів, оголосила острів своїм володінням і почала його колонізацію. Данська держава користувалася на острові численними перевагами, зокрема торговою монополією.
Під час Другої Світової війни Гренландія була де-факто відокремлена від королівства і зблизилася натомість зі Сполученими Штатами та Канадою. Після закінчення війни Данія повернула собі контроль над островом, однак скасувала його колоніальний статус; Гренландія була проголошена інтегральною частиною Данського королівства, а в 1979 році отримала широку автономію у внутрішніх справах. Гренландія — єдине державне утворення, яке вийшло зі складу Європейського союзу, хоча й зберігає статус асоційованої держави.

## Міграції палеоескімосів
Давня історія Гренландії — це історія повторюваних міграцій палеоескімосів з арктичних теренів Північної Америки через острови Канадського Арктичного архіпелагу. Спільною рисою всіх цих культур була необхідність виживання в надзвичайно несприятливих умовах найвіддаленішого краю Арктики на самій межі придатного для людського існування ареалу. Навіть невеликі коливання клімату перетворювали ледь сприятливі умови в несумісні з людським життям і призводили до зникнення недостатньо пристосованих культур і спустошення цілих регіонів внаслідок міграцій та вимирання.
Археологи налічують в Гренландії чотири палеоескімоські культури, що існували до відкриття острова вікінгами, але терміни їх існування визначаються дуже приблизно:
- Саккакська культура — 2500 до н. е. – 800 до н. е. на півдні Гренландії;
- Культура Індепенденс I — 2400 до н. е. – 1300 до н. е. на півночі Гренландії;
- Культура Індепенденс II — 800 до н. е. – 1 до н. е. переважно на півночі Гренландії;
- Рання дорсетська культура, чи Дорсет I — 700 до н. е. – 200 н. е. на півдні Гренландії.

Ці культури не були унікальні для Гренландії, як правило, вони виникали й розвивалися на теренах арктичної Канади та Аляски задовго до свого проникнення до Гренландії, і могли зберігатися в інших місцях Арктики після їх зникнення з острова.
Після занепаду дорсетської культури острів зоставався ненаселеним протягом сторіч. Носії інуїтської культури туле, предки сучасних корінних жителів Гренландії, почали проникати до півночі острова на початку XIII ст.

## Оселення вікінгів
Десь у 980 році вікінг Ерік Торвальдссон, на ймення Рудий, був приречений до трирічного вигнання з Ісландії за вбивство сусіда. Він вирішив відплисти на захід і дістатися землі, яку за ясної погоди можна побачити з вершин гір західної Ісландії. Вона лежала на відстані 280 км від ісландського берега; згідно з сагами, раніше у 900-х роках туди плавав норвежець Ґуннбйорн Ульфссон. Ерік відплив на захід в 982 році разом з родиною, слугами і худобою, але плавуча крига завадила йому висадитися на берег; він був змушений обігнути південну кінцівку острова й висадився в місці поблизу сучасного Юліанехоба (Какортока). Протягом трьох років свого вигнання Ерік не зустрів на острові жодної людини, хоча під час своїх мандрівок удовж узбережжя він доходив на північному заході до острова Діско (Кекертарссуак).
Після закінчення терміну свого вигнання Ерік Рудий у 986 році повернувся до Ісландії і почав заохочувати місцевих вікінгів до переселення на нові землі. Він назвав острів Гренландією (норв. Grønland), що дослівно означає «Зелена земля». Довкола доречності цієї назви досі точаться суперечки; дехто вважає, що за тих часів клімат в цих місцях завдяки середньовічному кліматичному оптимуму був м'якіший, і прибережні райони південного заходу острова дійсно були покриті густою трав'янистою рослинністю; інші вважають, що така назва була надана острову з єдиною метою привабити до нього більше поселенців.
Згідно з сагами, Ерік Рудий відплив з Ісландії з 25 кораблями, з яких лише 14 з 350 поселенцями дісталися до Гренландії, і заснував на острові перше європейське поселення Eystribyggd (Східна Осада). Свідчення саг підтверджуються результатами радіовуглецевого аналізу археологічних знахідок, які були викопані на місці колишнього Браттагліду (Brattahlid), резиденції Еріка Рудого поблизу сучасного Нарссарссуаку, і датуються приблизно 1000 роком н. е.
У період свого розквіту норвезька колонія налічувала від 3000 до 5000 мешканців, які спочатку населяли два поселення: Східна Осада (Eystribyggd) на місці сучасного Юліанехоба (Какортока) на південному кінці острова, де знаходився маєток Еріка Рудого Браттаглід, і Західна Осада (Vestribyggd) на місці сучасного Готхоба (Нука). Територія була поділена між оселями, яких відомо понад 400. Це була досить велика колонія (для порівняння, зараз населення всієї Гренландії становить близько 56 000 осіб); її економічною основою була торгівля з Європою моржевими бивнями, також експортувалися клоччя, мотузки, вівці і шкіри рогатої худоби та тюленів, можливо також вивозилася в'ялена риба (тріска), яка становить основу економіки сучасної Гренландії. На Гренландії зовсім немає лісів, і тому Гренландська колонія повністю залежала від постачання деревини, яка була особливо потрібна для суднобудівництва, з Норвегії та Ісландії. Також з Європи завозилися залізні вироби і деякі харчові продукти. Торговельні судна з Ісландії щороку відвідували колонію, подеколи залишаючись тут на зиму, рідше завітали норвезькі кораблі з континенту.

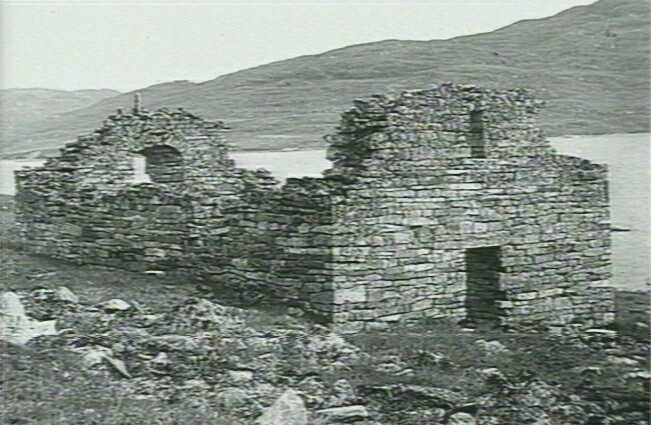
Останнє письмове свідчення про Гренландських вікінгів — церковний запис про шлюб з церкви Хвалсі — належить до 1408 року. Руїни цієї церкви — одна з найкраще збережених Гренландських пам'яток доби вікінгів.

На початку XI ст. до Гренландії почало проникати християнство. Згідно з сагами, його приніс сюди Лейф Ерікссон, другий син Еріка Рудого, який відвідав Норвегію і був обернений до християнства норвезьким королем Олафом I, а потім був посланий ним назад до Гренландії з метою розповсюджування християнства серед місцевих вікінгів. На зворотному шляху Лейф Ерікссон збився з курсу і потрапив до Вінланду (більшість спеціалістів ототожнює його з островом Ньюфаундленд). Повернувшись до Гренландії, Лейф почав проповідувати християнство і обернув до нього свою мати, яка збудувала першу на острові церкву в маєтку Еріка Рудого Браттагліді. Дружина його брата (який незабаром після шлюбу помер) Гудрід Торб'ярнардоттір пізніше відіграла важливу роль у розповсюдженні християнства в Ісландії.
У 1126 році в Гренландії було засноване єпископство в Гардарі (сучасний Ігаліку), підпорядковане архієпископу Нідароса (сучасний Тронгейм) в Норвегії; археологи знайшли залишки принаймні п'яти Гренландських церков.
Гренландська колонія була незалежною республікою до 1261 року, коли її населення присягнуло на вірність норвезькому королю: в обмін на сплату податків Норвегія зобов'язувалася забезпечувати постачання колонії необхідними матеріалами, щороку надсилаючи до острова торговельну експедицію; навіть після цього Гренландія продовжувала користуватися значною внутрішньою автономією і жити за своїми законами. В 1380 році Норвегія увійшла в особисту унію з Данським королівством, створивши підставу для данських претензій на острів у XVIII ст.
Погіршення клімату, що почалося в XIV ст. (малий льодовиковий період), утруднило сільське господарство і скотарство на острові й сприяло прискоренню занепаду Гренландської колонії. Пандемія чуми («Чорна смерть») в середині XIV ст. спустошила острів, зменшивши його населення наполовину. Коли Норвегія, разом з Ісландією і Гренландією, увійшла до складу Данії, умови погіршилися ще більше: тепер острів відвідували лише піратські кораблі. Приблизно в 1350 році була залишена Західна Осада; цьому, можливо, сприяла поява в цих місцях інуїтів — носіїв культури туле, які в 1379 році вже доходять до околиць Східної Осади. В 1378 році було скасоване єпископство в Гардарі. Останнє письмове свідоцтво про поселенців — церковний запис про шлюб — належить до 1408 року; починаючи з цієї дати, прямих свідоцтв не існує. Ймовірно скандинавські поселенці повністю зникли з протягом наступних 150 років. Данські місіонери, які прибули до Гренландії в XVIII ст., сподіваючись знайти нащадків колишніх європейських поселенців, зустріли тут самих інуїтів.

### Причини занепаду і зникнення скандинавських поселень
Існує багато теорій щодо причин зникнення норвезьких поселень в Гренландії. Джаред Даймонд, автор книги «Колапс: як суспільства обирають процвітання чи занепад», перелічує п'ять факторів, які могли сприяти зникненню Гренландської колонії:
- погіршення навколишнього середовища,
- кліматичні зміни,
- ворогування з сусідніми народами,
- ізоляція від Європи,
- нездатність до адаптації.

Вивченню цих факторів присвячена велика кількість наукових досліджень і публікацій.

#### Погіршення навколишнього середовища
Рослинність Гренландії належить до тундрового типу і складається переважно з осоки, пушиці (Eriophorum) і лишайників; дерева практично повністю відсутні, за винятком карликової берези, верби та вільхи, які ростуть у деяких місцях. Тут дуже мало родючих ґрунтів, які, внаслідок відсутності лісів страждають від ерозії; до того ж, коротке та холодне літо робить рільництво практично неможливим, тому норвезькі поселенці були змушені надавати перевагу скотарству. Надмірна експлуатація пасовищ в надзвичайно вразливому тундровому середовищі з нестабільними ґрунтами могла підсилювати ерозію, призводити до погіршення пасовищ і падіння їх продуктивності.

#### Кліматичні зміни
Результати буріння льодовикової криги дозволяють дізнатися про кліматичне становище в Гренландії протягом сторіч. Вони доводять, що під час середньовічного кліматичного оптимуму дійсно спостерігалося деяке пом'якшення місцевого клімату з 800 по 1200 рр., однак на початку XIV ст. почалося похолодання; так званий малий льодовиковий період досягнув свого піку в Гренландії приблизно в 1420-х роках. Нижні шари смітників поблизу найстаріших норвезьких поселень містять значно більшу кількість кісток овець і кіз, ніж свиней та худоби; однак у відкладеннях середини XIV ст. біля багатих осель знаходяться тільки кістки крупної рогатої худоби та оленів, а біля бідних — майже суцільні тюленячі кістки. Версія про занепад скотарства внаслідок похолодання і зміни у характері харчування Гренландських вікінгів підтверджується також дослідженнями кістяків з кладовищ біля норвезьких поселень.

#### Ворожнеча з сусідами
За часів заснування норвезьких осад в Гренландії не було ніякого тубільного населення, але згодом вікінги були змушені увійти у контакт з інуїтами. Інуїти культури Туле почали прибувати до Гренландії з острова Елсмір наприкінці XII — початку XIII ст. Дослідникам відомо, що вікінги називали інуїтів, як і аборигенів Вінланда, скрелінгами (skræling, тобто «негідник»). Ісландські Аннали — одне з нечисленних джерел, які свідчать про існування контактів між норвежцями та інуїтами. В них розповідається про напад інуїтів на норвежців, під час якої вісімнадцять норвежців загинули, а двох дітей було захоплено в полон. Існують археологічні свідоцтва того, що інуїти вели з норвежцями торгівлю, оскільки при розкопках інуїтських стоянок знаходять багато виробів норвезької роботи; однак норвежці, видно, не дуже цікавились інуїтами, принаймні, інуїтських артефактів в поселеннях вікінгів не знайдено. Норвежці також не перейняли від інуїтів технологію будівництва каяків і прийоми полювання з них на кільчасту нерпу . В цілому, як вважають, стосунки норвежців з інуїтами були досить ворожі. З археологічних свідоцтв відомо, що до 1300 року зимові стоянки інуїтів існували вже на берегах фьйордів біля Західної Осади. Десь між 1325 і 1350 рр. норвежці повністю облишили Західну Осаду і її околиці, можливо, через неспроможність протистояти нападам інуїтів.
Кірстен Сівер в своїй книзі «Заморожене відлуння» намагається довести, що Гренландці мали значно міцніше здоров'я і харчувалися краще, ніж вважалося, і тому заперечує версію про вимирання Гренландської колонії з голоду. Більш імовірно, стверджує він, що колонія загинула внаслідок нападу індіанців, піратів, чи європейської військової експедиції, про яку історія не зберегла відомостей; також імовірно переселення Гренландців назад до Ісландії чи до Вінланду у пошуках сприятливішої домівки.

#### Контакти з Європою
За тихої зимової погоди корабель здійснював 1400-кілометрову подорож від Ісландії до півдня Гренландії за два тижні. Гренландці мали підтримувати стосунки з Ісландією і Норвегією, щоб торгувати з ними. Гренландці не могли самі будувати кораблі, тому що не мали лісів, і залежали від поставок ісландських купців і від експедицій за деревиною до Вінланду. Саги розповідають про ісландських торговців, які плавали торгувати в Гренландію, але торгівля знаходилася в руках володарів великих маєтків. Саме вони торгували з прибулими купцями, а потім перепродавали товари дрібним землевласникам. Основною статтею Гренландського експорту були моржеві бивні. В Європі вони використовувалися в декоративному мистецтві як заміна слоновій кістці, торгівля якою зазнавала занепаду під час ворожнечі з ісламським світом в епоху хрестових походів. Вважається імовірним, що внаслідок поліпшення стосунків Європи зі світом ісламу і з початком транссахарської караванної торгівлі слоновою кісткою попит на моржеві бивні значно упав, і це могло сприяти втраті інтересу купців до Гренландії, скороченню контактів і остаточному занепаду норвезької колонії на острові.
Втім, культурний вплив християнської Європи відчувався в Гренландії досить добре. В 1921 році данський історик Пауль Норланд розкопав поховання вікінгів на церковному кладовищі поблизу Східної Осади. Тіла були одягнені в європейський середньовічний одяг XV сторіччя і не мали ознак недоїдання чи генетичного виродження. Більшість мали на шиях розп'яття і складені у молитовному жесті руки.
З записів папських архівів відомо, що в 1345 році Гренландці були звільнені від сплати церковної десятини через те, що колонія жорстоко страждала від злиднів.
Останнім судном, що відвідало Гренландію десь у 1510-х роках, був ісландський корабель, який віднесло штормом на захід. Його команда не вступала в контакт з будь-якими мешканцями острова.

#### Нездатність адаптуватися
Останній з п'яти факторів припускає, що норвежці просто виявились нездатними пристосуватися до життя в Гренландії. Саги свідчать, що деякі з норвежців покинули Гренландію у пошуках іншого краю на ймення Вінланд, але після сутичок з ворожими аборигенами повернулися назад. Очевидно, норвежці відчували, що Гренландія не може бути місцем постійного проживання, зокрема внаслідок факторів, перелічених вище.
Однак, попри те, колонія змогла проіснувати протягом 450 років. Археологічні дослідження свідчать, що норвежці робили все, що могли, щоб пристосуватися до місцевих умов —деякі з них повністю змінили уклад свого життя. Найбільш імовірно, що зникнення Гренландських вікінгів було наслідком не якогось одного фактору, а певної їх комбінації.
Загадці додає інтриги практично повна відсутність залишок риби і рибних кісток в смітниках норвезьких поселень. Риба займає дуже значне місце в дієті як середньовічних ісландців та інуїтів, так і сучасних Гренландців, однак серед Гренландських вікінгів, по-видимому, існувало якесь упередження проти неї. Джаред Раймонд припускає, що, можливо, на ранньому етапі заснування колонії якась видатна особа отруїлася рибою, і оскільки норвежці не хотіли ризикувати своїм життям в цих місцях, які не пробачають помилок, згодом табу на споживання риби увійшло складовою частиною у місцеву культурну традицію, ускладнивши виживання, коли клімат погіршився й інші джерела харчів збідніли.

## Культура туле в Гренландії

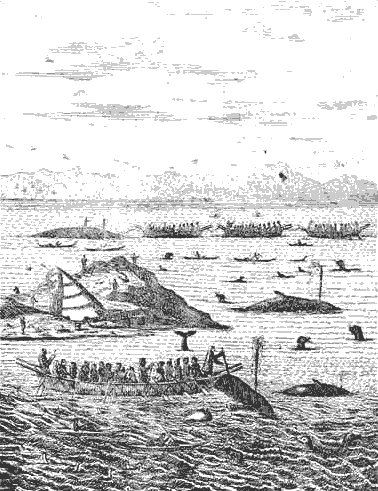
Ескімоси культури туле були майстерними китобоями, що зобразив на гравюрі норвезький місіонер Ганс Еделе в XVIII ст.

Цілком можливо, що коли вікінги прибули до Гренландії, вони були не єдиними мешканцями острова; нова міграція палеоескімосів, представників пізньої дорсетської культури, можливо, відбулася незадовго до їх прибуття. Однак ця культура палеоескімосів обмежувалася далеким північним заходом острова, на великій відстані від норвезьких поселень в південній Гренландії. Деякі археологічні свідоцтва дозволяють припустити, що представники цього народу з'явилися на острові незадовго до вікінгів. Археологи знайшли залишки стоянок, де під час мандрівок могли час від часу збиратися від чотирьох до тридцяти сімейних груп. Ця культура повністю зникла десь у 1300-х роках, приблизно в той же час, коли була залишена Західна Осада вікінгів.
Починаючи приблизно з 1200 року до Гренландії починають прибувати представники зовсім іншого народу — носії культури туле, яка виникла за 200 років до того десь на заході Аляски і розповсюдилася по всьому арктичному узбережжю Північної Америки. Тулійські ескімоси — предки сучасних Гренландських інуїтів — оселилися на південь від області розселення пізньої дорсетської культури і звідси розповсюдилися по великим територіям західної та східної Гренландії. Цей народ виявив високий ступінь адаптивності і добре пристосовувався до місцевих умов, живлячись полюванням на практично будь-яких тварин, що зустрічалися як на суші, так і в морі. Тулійці жили переважно в осілий спосіб, створюючи великі запаси харчів, які допомагали їм пережити голодні зимові місяці. Спочатку вони уникали місцевостей у високих широтах крайньої півночі Гренландії; вони були заселені тільки після нових міграцій інуїтів з арктичної Канади в XIX ст.
Природа контактів між місцевими культурами туле і дорсет та норвежцями зостається неясною. В розкопах стоянок культури дорсет предмети норвезького виробництва повністю відсутні, але існують непрямі свідоцтва контактів, так звані «екзотичні елементи», не характерні для культури у цілому: гвинтова різьба на кістяних знаряддях праці та різьблені фігурки людей з бородою. В той же час на розкопках стоянок туле знаходять багато предметів норвезької роботи.
Можливо, між ескімосами та вікінгами існував якийсь обмін об'єктами матеріальної культури, але щодо форм цього обміну серед спеціалістів немає згоди; існують теорії, які припускають морську торгівлю вікінгів з ескімосами Канади, так і такі, що пояснюють появу серед ескімосів норвезьких предметів пограбуванням залишених вікінгами поселень.
В фольклорі інуїтів та в ісландських письмових джерелах згадуються збройні конфлікти та викрадання людей як з одного, так і з іншого боку. Імовірно, інуїти, винахідливі й продуктивні мисливці, скорочували харчову базу вікінгів, витісняючи їх з мисливських територій центральної частини західного узбережжя. Це могло бути одним з факторів, що призвели до зникнення як дорсетської, так і норвезької культури, однак мало хто з дослідників вважає цей фактор вирішальним. Які б труднощі не спіткали тоді Гренландців, ескімоси культури туле виявилися найбільш винахідливими в їх подоланні, про що свідчить вже те, що вони вижили й дали початок сучасному населенню острова.

## Данська колонізація
В 1536 році, коли Данія і Норвегія офіційно злилися в єдину державу, Гренландія стала вважатися не норвезьким, а данським володінням. Хоча контакти з островом перервалися, данський король продовжував вважати себе сувереном Гренландії; таке ставлення знайшло своє відбиття у включенні зображення білого ведмедя до данського герба. В XVII ст. з розвитком китобійного промислу англійські, німецькі, та голландські китобої почали відвідувати Гренландські прибережні води, іноді моряки сходили на берег, хоча ніколи не влаштовували на березі постійних поселень. В 1721 році до Гренландії була відправлена сумісна торговельно-місіонерська експедиція з норвезьким місіонером Гансом Еґеде на чолі. Данський уряд побоювався, що, наразі якщо в Гренландії збереглися європейці, то вони могли навіть зараз, через 200 років після Реформації, зостатися католиками, чи навіть відпасти від християнства та вдатися до язичництва. Експедиція була частиною широкої компанії з придбання Данією колоніальних володінь в Америці. Експедиція не знайшла в Гренландії нащадків норвезьких поселенців і заснувала там нову данську колонію. Поступово Гренландія відкривалася для данських торговельних компаній і щільно закривалася від іноземних торговців, створюючи данську торговельну монополію. Центром колонії став Готхоб (дан. Godthåb — «добра надія»), розташований поблизу місця Західної Оселі вікінгів. Деяких інуїтів, що жили поблизу торговельних постів, було обернено до християнства.
Коли після Наполеонівських війн Норвегія відділилася від Данії, Данія зберегла всі заморські колонії, включаючи Гренландію. В XIX ст. Гренландією стали цікавитися полярні дослідники та вчені, такі як Вільям Скорсбі і Кнуд Расмуссен. Данська колоніальна влада в Гренландії укріплювалася, а місіонерська активність мала успіх. В 1861 році почав друкуватися перший журнал Гренландською мовою. Проте, згідно з колоніальною практикою, данські закони розповсюджувалися тільки на данських жителів острова.
На початку XIX ст. північна частина Гренландії залишалася практично ненаселеною; тут існували лише нечисленні хатини мисливців, що іноді відвідували ці місця. Однак протягом сторіччя на ці землі почали переселятися сім'ї інуїтів з Канади. Остання партія переселенців прибула сюди в 1864 році. Протягом того ж часу східне узбережжя острова практично знелюдніло через погіршення економічних умов.
Перші демократичні вибори окружних рад відбулися в Гренландії в 1864–1865 роках, хоча створити єдиний представницький орган для острова у цілому дозволено не було. В 1911 році було створене два ландстинги, для північної та південної частин острова; вони не були остаточно об'єднані до 1951 року. В той час більшість рішень стосовно справ колонії приймалися в Копенгагені, де Гренландці не мали політичного представництва.
Наприкінці XIX сторіччя данська торговельна монополія почала критикуватись торговцями. Торговці вважали, що утримання місцевого населення в межах безприбуткової економіки стримує розвиток рибної промисловості, яка має великий потенціал. Більшість гренландців, однак, висловлювались на користь збереження статус-кво, відчуваючи, що торговельна монополія слугує інтересам місцевого китобійного промислу. Втім, Данія поступово почала збільшувати інвестиції в розвиток рибної промисловості.

## Стратегічне значення
Після того, як Норвегія в 1905 році здобула повну незалежність, вона відмовилася визнати данський суверенітет над Гренландією, яка була норвезьким володінням і була відокремлена від Норвегії в 1814 році. В 1931 році норвезький китобій Хальвард Деволд за власною ініціативою висадився на ненаселеному східному березі Гренландії і проголосив про її окупацію. Згодом вимоги Деволда були підтримані норвезьким урядом. Двома роками пізніше Постійний Суд Міжнародної Юстиції виніс рішення на користь Данії, з яким Норвегія погодилася.

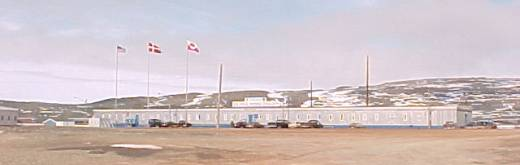
Авіабаза Туле, заснована після Другої Світової війни — найбільш північна база американських військово-повітряних сил.

Протягом Другої Світової війни, коли Німеччина розпочала морські операції в арктичних водах довкола Гренландії, Генрік Кауфманн, данський посланник в США, який відмовився визнати німецьку окупацію Данії, 9 квітня 1941 року підписав угоду зі Сполученими Штатами, яка надала американським військово-повітряним силам право використовування баз на території Гренландії. Протягом війни Гренландія користувалася практично всіма перевагами незалежної держави, оскільки данський уряд відчував зрозумілі труднощі в урядуванні островом, і завдяки високому попиту на продукти Гренландського експорту, зокрема кріоліт. Постачання острову під час війни взяли на себе США і Канада. В 1945 році Гренландія була повернута Данії.
Під час Холодної війни Гренландія мала неабияке стратегічне значення для контролю морських шляхів, які зв'язували радянські океанські порти в Арктиці з Атлантикою, а також як зручне місце для розгортання систем раннього попередження про запуски міжконтинентальних балістичних ракет, які мали діставатися з територій Радянського Союзу до Америки через Арктику. США були особливо зацікавлені в використанні цих переваг, і в 1951 році на заміну угоди Кауфманна була складена інша. Авіабаза Туле поблизу селища Туле (Канак) на північному заході була перетворена в постійну базу повітряних сил. В 1953 році декілька сімей інуїтів було переселено зі своїх домів з метою розширення авіабази; ця подія стала постійним джерелом напруги у відношеннях між данським урядом і місцевим населенням Гренландії. Відносини ще погіршилися 21 січня 1968 року, коли поблизу авіабази розбився стратегічний бомбардувальник B-52 з шістьма водневими бомбами на борту, розкидавши велику кількість плутонію по довколишніх льодах. Хоча майже весь плутоній було зібрано, місцеві жителі ще довго скаржилися на те, що у тварин народжуються хворі малята з деформованим кістяком.

## Самоврядування

Прапор Гренландії

Колоніальний статус Гренландії було скасовано в 1953 році, коли вона стала інтегральною частиною Данського королівства і отримала представництво в фолькетингу — данському парламенті. Данія також розпочала програму поширення медичної допомоги та освіти серед Гренландців. З метою полегшення цієї справи населення почало все більше концентруватися в міських центрах. Оскільки переважна більшість місцевих жителів були рибалками та мисливцями, які мали труднощі з пошуком роботи у місті, концентрація населення призвела до зростання безробіття та інших соціальних проблем, які Гренландія досі намагається подолати.
Коли пізніше Данія почала співробітництво в рамках майбутнього Європейського союзу, незгоди між колишніми метрополією та колонією ще більше зросли. Гренландці вважали, що європейський митний союз завадить їх торгівлі, яка велася переважно з неєвропейськими країнами — США та Канадою. Коли Данія, разом з Гренландією, увійшла до союзу (попри те, що на референдумі 70,3 % Гренландців висловились проти), багато хто з місцевих жителів почав відчувати, що представництва у Копенгагені недостатньо, і місцеві партії почали компанію за внутрішнє самоврядування. Автономія Гренландії була ратифікована фолькетингом в 1978 році і набрала чинності наступного року. 23 лютого 1982 року 53 % Гренландців проголосували за вихід зі складу Європейської Співдружності, який відбувся в 1985 році.
Автономна Гренландія проголосила себе державою народу інуїтів. Данські географічні назви були змінені на місцеві. Осередок данського впливу на острові, Готхоб, став Нуком, столицею майже суверенної країни Клааліт Нунаат (а перекладі з Гренландської «Наша Земля»), а в 1985 році був прийнятий Гренландський прапор. Втім, рух за повну незалежність острова поки що залишається слабким.
Зовнішні зносини(як це?), які протягом тривалого часу були прерогативою Данії, зараз переважно знаходяться у віданні уряду автономії. Після виходу з Європейського союзу, Гренландський уряд підписав з ним спеціальну угоду, а також вступив до низки менших регіональних організацій, встановив тісні відносини з Ісландією, Фарерськими островами, а також з ескімоським населенням Канади та Росії. Гренландія була також однією з держав-засновників Арктичної Ради в 1996 році. На порядку денному — перегляд положень дансько-американської угоди 1951 року з залученням до неї автономної Гренландії як рівноправної сторони. Гренландія вважає доцільним перетворити авіабазу Туле на міжнародну станцію спостереження і супутникового зв'язку під контролем Організації Об'єднаних Націй.
Завдяки прогресу новітніх технологій, особливо розвитку авіації, Гренландія за теперішнього часу стала значно доступнішою для зовнішнього світу. В 1982 році почалися трансляції місцевого телебачення.